# Soul finger
Soul finger was de eerste single van The Bar-Kays. Het is de eerste track van hun debuutalbum met dezelfde titel. De B-kant Knucklehead geschreven door Booker T. Jones en Steve Cropper was trouwens de tweede track. Het plaatje werd uitgegeven op Stax Records op hun sublabel Volt Records, verspreid door Atlantic Records.

## Achtergrond
Het is origineel werk van de heren van The Bar-Kayes, maar begint met de melodielijn uit Mary Had a Little Lamb. Daaropvolgend een triller op de trompet en daarna volgt een feestelijk nummer. De enige tekst van het lied is Soul finger, dat gezongen werd door hangjongeren rondom de geluidsstudio, die een vergoeding kregen van Coca-Cola. De tekst en manier van zingen waren een idee van Isaac Hayes en David Porter, huiscomponisten bij Stax.

## Covers en gebruik in de media
Het lied werd een bescheiden aantal keer gecoverd. Dan Aykroyd en Jim Belushi zongen het als The Blues Brothers (album Made in America) en Dexy’s Midnight Runners namen het op als B-kant van de single Plan B uit 1981 en voor het later uitgebrachte verzamelalbum The Projected Passion Revue. Rod Stewart nam het in zijn concertrepertoire op als openingslied.
Verder was het te horen in films als Spies Like Us, Superbad en Soul Men.

## Hitlijsten
In de Verenigde Staten haalde het de 17e plaats in de Billboard Hot 100 en de 3e plaats in de gelieerde R&B-lijst. In het Verenigd Koninkrijk was de ontvangst minder; ze haalden daar de 33e plaats in 7 weken notering.
Ze hadden ook een klein succesje in Nederland, gezien de notering in de Nederlandse Top 40.
| Positie: | 40 | 20 | 17 | 14 | 12 | 11 | 16 | 24 | 33 | 37 | uit |

### NPO Radio 2 Top 2000
Soul finger stond alleen in 1999 in de NPO Radio 2 Top 2000, op plek 1958.